# غلاديس رييس
غلاديس رييس هي ممثلة فلبينية، ولدت في 23 يونيو 1977 في الفلبين.

## وصلات خارجية
- غلاديس رييس على موقع IMDb (الإنجليزية)
- غلاديس رييس على موقع قاعدة بيانات الفيلم (الإنجليزية)